# Santa María Coyotepec
Santa María Coyotepec là một đô thị thuộc bang Oaxaca, México. Năm 2005, dân số của đô thị này là 2070 người.